# Charny-le-Bachot
Charny-le-Bachot ist eine französische Gemeinde mit 242 Einwohnern (Stand: 1. Januar 2022) im Département Aube in der Region Grand Est (bis 2015 Champagne-Ardenne). Die Gemeinde gehört zum Arrondissement Nogent-sur-Seine und zum 2016 gegründeten Gemeindeverband Seine et Aube. Die Bewohner werden Charnéens genannt.

## Geografie
Charny-le-Bachot liegt 28 Kilometer nordnordwestlich von Troyes an der Mündung der Barbuise in die Aube, im Herzen der Champagne sèche, der „trockenen Champagne“. Die Umgebung zeichnet sich durch bis auf Auwaldreste fehlende Wälder und durch von großflächigen Äckern bedeckte Ebenen aus. Umgeben wird Charny-le-Bachot von den Nachbargemeinden Plancy-l’Abbaye im Norden, Rhèges im Osten, Droupt-Sainte-Marie im Süden, Méry-sur-Seine im Südwesten sowie Longueville-sur-Aube im Westen.

## Bevölkerungsentwicklung
| Jahr                      | 1962 | 1968 | 1975 | 1982 | 1990 | 1999 | 2006 | 2011 | 2018 |
| Einwohner                 | 178  | 177  | 153  | 169  | 161  | 173  | 172  | 225  | 261  |
| Quelle: Cassini und INSEE |      |      |      |      |      |      |      |      |      |

## Sehenswürdigkeiten
- Kirche Saint-Étienne aus dem 16. Jahrhundert